# Jacques Schiffrin
Jacques Schiffrin (Bakú, Imperio ruso, 28 de marzo de 1892 - Nueva York, Estados Unidos, 17 de noviembre de 1950) fue un editor y traductor francés, célebre por la creación de la Biblioteca de la Pléiade en 1923, integrada en Éditions Gallimard en 1933.

## Biografía
Jacques Schiffrin nació en el seno de una familia de origen judío no practicante. Diplomado en Derecho por la Universidad de Ginebra, se instaló en París en 1922, tras la Revolución rusa de 1917. Huido de Rusia, recaló en primer término en Montecarlo.

### Editor
Apasionado de literatura, creó en París las Editions de la Pléiade/J. Schiffrin & Co. en 1923, ubicadas en el número 6 de la calle Tournefort. En noviembre de 1925, fundó junto a Joseph Poutermann, su cuñado, y Alexandre Halpern, la Sociedad de amigos de la Pléiade. En 1931, lanzó una edición de lujo de los grandes autores franceses y extranjeros, la « Biblioteque relié de la Pléiade » en la cual aparecen una docena de volúmenes con autores como Charles Baudelaire, Jean Racine, Voltaire, Edgar Allan Poe, Pierre Choderlos de Laclos, Alfred de Musset y Stendhal.
Amigo de numerosos escritores, le une particularmente la amistad con André Gide, con el que traduce a Aleksandr Pushkin, amigo íntimo con el que mantendrá correspondencia durante 30 años. Es André Gide quien empuja a Gaston Gallimard, dueño de las ediciones de la NRF, a integrar la Biblioteca de la Pléiade en Éditions Gallimard, cosa que realiza en julio de 1933. Jacques Schiffrin fue el primer director de esta colección.
Nacionalizado francés en 1937, Schiffrin fue movilizado en 1939 por el ejército francés ante la Segunda Guerra Mundial. El 5 de noviembre de 1940, a consecuencia de las leyes contra los judíos, fue despedido de Éditions Gallimard y marcha a refugiarse a Estados Unidos con su familia en 1941, vía Marsella, Casablanca y Lisboa, parece que con la ayuda financiera de André Gide.
Se instaló en Nueva York, donde continuó su oficio de editor, fundando las ediciones Pantheon Books con los editores alemanes Helen  y Kurt Wolff. No volvió nunca a Francia. Murió en Nueva York en noviembre de 1950 como consecuencia de una enfermedad respiratoria.

### Traductor
Jacques Schiffrin ha traducido en francés de los autores rusos (Iván Turguénev, Aleksandr Pushkin, Nikolái Gógol, Fiódor Dostoyevski), que han sido publicado, desde 1929, por su primera editorial, y, después de guerra por el Club francés del libro.

### Familia
Jacques Schiffrin es hermano del productor de cine Simon Schiffrin. Estuvo casado, de 1921 a 1927, con la pianista francesa Youra Guller, antes la marcha de esta para Shanghái. Se volvió a casar con Simone Heymann, con la que tuvo dos hijos. De ellos, André nació en 1935.